# Altos Hornos del Mediterráneo
Altos Hornos del Mediterráneo S.A. (AHM) fue una empresa siderúrgica española constituida en 1971 para explotar la planta siderúrgica integral de Sagunto, la conocida como IV Planta Integral Siderúrgica de España. En el momento de su creación heredaba las históricas instalaciones que poseía Altos Hornos de Vizcaya en Sagunto desde comienzos del siglo XX. Sin embargo, la actividad de la empresa se vio fuertemente afectada por la crisis industrial que vivió el país en las décadas de 1970 y 1980, por lo que en 1984 desde la administración pública se acordó el cese de sus operaciones.

## Historia

### Orígenes y constitución
Ya desde 1917 en la zona de Sagunto se había venido levantando un complejo siderúrgico-industrial por parte de la sociedad Altos Hornos de Vizcaya (AHV). Durante los años cuarenta y cincuenta este complejo se abastecía del hierro que la Compañía Minera de Sierra Menera (CMSM) extraía de las minas de Ojos Negros y que llegaba al puerto de Sagunto a través del ferrocarril minero de Ojos Negros. También empleó mineral de hierro procedente de Minas del Rif. Desde finales de la década de 1970 la AHV apostó por la realización del proyecto de la IV Planta Siderúrgica Integral, que se acordó que se ubicara en Sagunto, dentro del histórico complejo industrial de AHV. En esta época el mineral procedía de Sierra Menera y Minas de Alquife. Para ello se creó en 1971 la sociedad anónima Altos Hornos del Mediterráneo (AHM), a la cual poco después el gobierno franquista adjudicó la ejecución de la IV Planta Siderúrgica Integral. La nueva empresa se constituyó a partir de las instalaciones de AHV puerto de Sagunto y en su creación participaron sociedades como la propia Altos Hornos de Vizcaya o U.S. Steel, así como un grupo de bancos y cajas de ahorros.
La constitución de la sociedad se produjo en un momento de expansión de la demanda de productos siderúrgicos en España. En 1972 hubo un aumento del 19,2% en el consumo de acero frente a las cifras de 1971. Aunque 1971 tuvo una demanda particularmente baja de acero, la tendencia era ascendente y las inversiones en el sector importantes. Para el conjunto de España ascendían unos 14 500 millones de pesetas anuales. El Programa Siderúrgico Nacional, revisado en 1971, preveía alcanzar un consumo por habitante en 1975 de 358 kilogramos, cifra similar a la de Francia en 1967. Sin embargo los hechos no iban a desarrollarse según las previsiones.

### Impacto de la crisis
La crisis económica de 1973 produjo en 1975 una crisis en la siderurgia que afectó a la empresa, que sufrió pérdidas crecientes y hubo de reestructurarse. Ya en 1974 había signos pesimistas: el crecimiento interanual del consumo interno de acero había caído un 7,3% y a ese dato había que añadir unas existencias de producto crecientes. En 1976 se incorporó una planta de laminación en frío.
| Año                   | Pérdidas (millones de pesetas) |
| --------------------- | ------------------------------ |
| 1977                  | 3 568                          |
| 1978                  | 6 597                          |
| 1979                  | 6 983                          |
| 1980                  | 7 797                          |
| 1981                  | 8 830                          |
| 1982                  | 8 948                          |
| Fuente: Ramón Tamamés |                                |

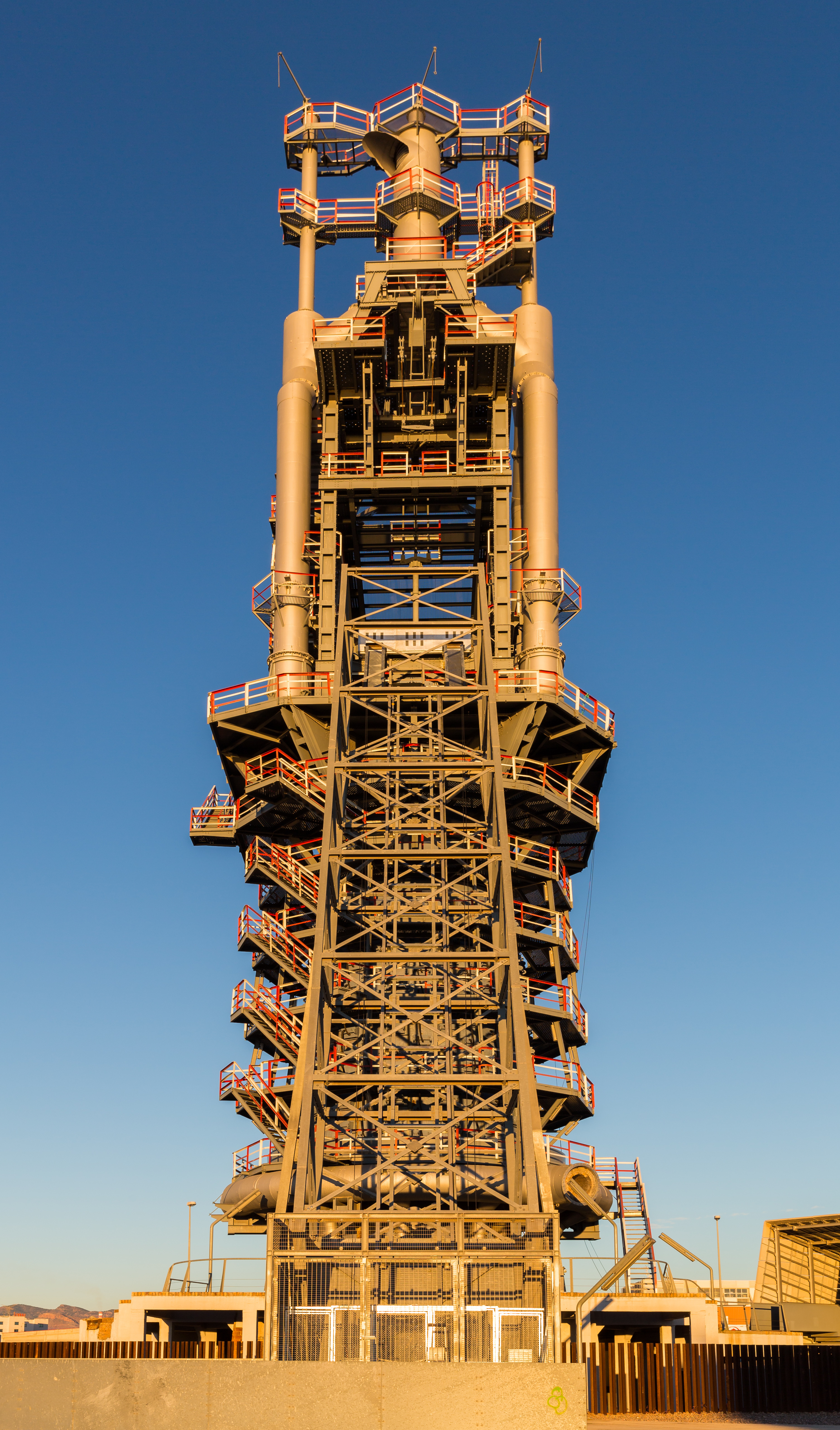
Alto horno n.º 2.

El impacto de la crisis llevó a Altos Hornos del Mediterráneo a acumular unas pérdidas de 3 568 millones de pesetas en 1977, dificultando los planes de expansión e incluso el pago de las nóminas (las del tercer trimestre de 1977 se acabaron de pagar en enero de 1978). A finales de diciembre de 1977 se produjo el nombramiento de Ignacio Hidalgo de Cisneros como presidente de Altos Hornos del Mediterráneo y de Claudio Boada para el mismo puesto en Altos Hornos de Vizcaya. De esta forma quedaban separadas ambas empresas en su gestión, ya que habían compartido presidente.
El 23 de diciembre de 1978 se promulgó la Ley 60/78 «de medidas urgentes de apoyo al sector siderúrgico». Con ella el Instituto Nacional de Industria adquiría una participación en la sociedad. Este plan resultó insuficiente y en 1979 el INI quedó como único accionista. En 1980 el sector siderúrgico español perdió 38 000 millones de pesetas y la previsión para 1981 era aún peor. Esta situación llevó a la elaboración del Real Decreto 878/1981, de 8 de mayo, estableciendo el «Plan del Reestructuración del sector». De los 229 750 millones de pesetas previtas para el Plan de Saneamiento Financiero Siderúrgico Integral en el periodo 1981-1985, 33 173 millones iban destinados a AHM.
El RD 878/1981 también resultó insuficiente, principalmente por el problema del emplazamiento del tren de bandas en caliente (TBC). Esta instalación iba a emplazarse en solo una de las tres empresas siderúrgicas, que además se encontraban en diferentes comunidades autónomas: Altos Hornos de Vizcaya en el País Vasco, Ensidesa en Asturias y Altos Hornos del Mediterráneo en la Comunidad Valenciana. A fin de resolver el emplazamiento del TBC, la comisión coordinadora de la siderurgia integral, formada por representantes del Gobierno y de las empresas siderúrgicas, contrataron con la empresa Kawasaki la elaboración de un estudio para la reestructuración del sector. El Informe Kawasaki recomendaba situar el TBC en Sagunto. Por otro lado, no recomendaba las acerías para colada continua de Ensidesa y Altos Hornos de Vizcaya. Esto provocó una fuerte respuesta en Asturias y el País Vasco, y llevó a que la Comisión Coordinadora no pudiese alcanzar un acuerdo.

### Desaparición
La decisión del Gobierno se reflejó en un nuevo Real Decreto, el RD 1853/1983. Este documento autorizaba la modificación de los trenes de bandas en caliente de Ensidesa y AHV, no estableciendo el recomendado por el Informe Kawasaki en Sagunto.
El 4 de febrero de 1983, el Consejo de Ministros decretó el cierre de la IV Planta, con el desmantelamiento de los altos hornos, pero conservándose la planta de laminación. El 8 de febrero, Segundo Bru, Consejero de Industria de la Generalidad Valenciana, consigue del Gobierno una suspensión provisional de la medida. Se producen huelgas generales en Sagunto los días 10, 12 y 16 de febrero. La conflictividad persiste en marzo, tras dar a conocer el ministro de Industria, Carlos Solchaga, la intención del Gobierno de continuar con los cierres de instalaciones en Ensidesa, AHV y AHM. Durante la campaña electoral de las elecciones municipales del 8 de mayo de 1983 continúan las protestas, como las que tuvieron lugar el 27 de abril ante un acto electoral del PSOE, formación que ostentaba en aquel momento los gobiernos estatal, autonómico y municipal. Nuevas huelgas seguirían tras las elecciones municipales: 14, 15, 22, 27 y 30 de junio; y 5 y 14 de julio. El 9 de septiembre la dirección de la empresa comunica al Comité de Empresa de que el tren número 28 de laminación estructural ya no volverá a ponerse en funcionamiento. A pesar de ello, durante los siguientes días los trabajadores lo ponen en marcha. Por este acto son despedidos 82 empleados, aunque la presión de la Consejería de Industria ante el gobierno central hizo que no se llevasen a efecto.
A pesar del malestar de los porteños y de los actos reivindicativos —quince huelgas generales en 1983, corte de la autopista A 7, manifestaciones, encierro del Pleno municipal— el 15 de diciembre el ministro de Industria anunciaba el cierre del alto horno número dos para el 21 del mismo mes, así como en consecuencia un expediente de regulación de empleo. Días más tarde, dentro del plan de reindustralización —Sagunto había sido clasificada Zona de Preferente Localización Industrial— el ministerio anunció la instalación de diversas empresas.
El 2 de febrero de 1984 se produjo una jornada de protesta en diversos sectores industriales españoles en apoyo a los obreros de AHM. El 4 de abril se llegó a un acuerdo entre el INI, los sindicatos UGT y CCOO y el Comité de Empresa de Altos Hornos del Mediterráneo para el cierre de la cabecera de la siderúrgica de Sagunto sin ningún despido. La actividad cesó el 5 de octubre de 1984. En 1984 su facturación ascendía a 28 323 millones de pesetas y empleaba a 3 332 trabajadores. La planta de laminado fue la base de una nueva sociedad: la Siderúrgica del Mediterráneo.
La sociedad Altos Hornos del Mediterráneo S.A. se disolvió el 13 de enero de 2004.